# Кузьмичи (Дятловский район)
Кузьмичи́ (бел. Кузьмічы) — деревня в Даниловичском сельсовете Дятловского района Гродненской области Белоруссии. Согласно переписи населения 2009 года в Кузьмичах проживало 30 человек.

## Этимология
Название деревни образовано от имени Кузьма.

## География
Кузьмичи расположены в 24 км к северо-востоку от Дятлово, 155 км от Гродно, 13 км от железнодорожной станции Новоельня.

## История
В 1909 году Кузьмичи — деревня в Кошелёвской волости Новогрудского уезда Минской губернии (66 хозяйств, 360 жителей). Рядом размещалась усадьба Добровольского.
В 1921—1939 годах Кузьмичи находились в составе межвоенной Польской Республики. В 1923 году в Кузьмичах имелось 73 хозяйства, 369 жителей. В сентябре 1939 года Кузьмичи вошли в состав БССР.
В 1996 году Кузьмичи входили в состав колхоза «Гвардия». В деревне насчитывалось 34 хозяйства, проживало 60 человек.